# SN 2008gz
SN 2008gz – supernowa typu II odkryta 5 listopada 2008 roku w galaktyce NGC 3672. W momencie odkrycia miała maksymalną jasność 16,20m.